# Gustaaf Samuel Leopold van Palts-Zweibrücken
Gustaaf Samuel Leopold van Palts-Zweibrücken (Söderkoping, 12 april 1670 – Zweibrücken, 17 september 1731) was van 1689 tot 1718 vorst van Palts-Kleeburg en van 1718 tot aan zijn dood hertog van Palts-Zweibrücken. Hij behoorde tot het huis Palts-Zweibrücken.

## Levensloop
Gustaaf Samuel Leopold was de jongste zoon van vorst Adolf Johan I van Palts-Kleeburg en diens tweede echtgenote Else Elisabeth Brahe, dochter van de Zweedse generaal Nils Brahe. In 1696 bekeerde hij zich van het lutheranisme tot het katholicisme. 
In 1689 volgde hij zijn vader op als vorst van Palts-Kleeburg. Na de dood van zijn neef, koning Karel XII van Zweden, werd hij in 1718 hertog van Palts-Zweibrücken. Ook was een van de mogelijke kandidaten om Karel XII op te volgen als koning van Zweden, maar uiteindelijk erfde Karels zus Ulrike Eleonora het koninkrijk Zweden.
Nadat hij hertog van Palts-Zweibrücken geworden was, verlegde Gustaaf zijn residentie van het Slot Stegeborg in Söderköping naar het Slot van Zweibrücken. Tussen 1720 en 1725 liet hij door bouwmeester Johan Erikson Sundahl in Jägersburg zijn residentieslot Gustavsburg bouwen. In 1723 liet hij ter ere van zijn tweede echtgenote het Slot Louisenthal nabij Wörschweiler bouwen.
Op 10 juli 1707 huwde hij met Dorothea van Palts-Veldenz (1658-1723), dochter van vorst Leopold Lodewijk van Palts-Veldenz. Omdat het huwelijk ongelukkig en kinderloos bleef, werd op 23 april 1723, enkele maanden voor Dorothea's dood, de echtscheiding uitgesproken. Op 13 mei 1723 trad hij vervolgens morganatisch in het huwelijk met Luise Dorothea (1700-1745), dochter van opperhofjachtmeester Johann Heinrich von Hoffmann. Ook dit huwelijk bleef kinderloos. 
In september 1731 stierf Gustaaf Samuel Leopold op 61-jarige leeftijd. Hij werd als hertog van Palts-Zweibrücken opgevolgd door vorst Christiaan III van Palts-Birkenfeld.